# JYJ

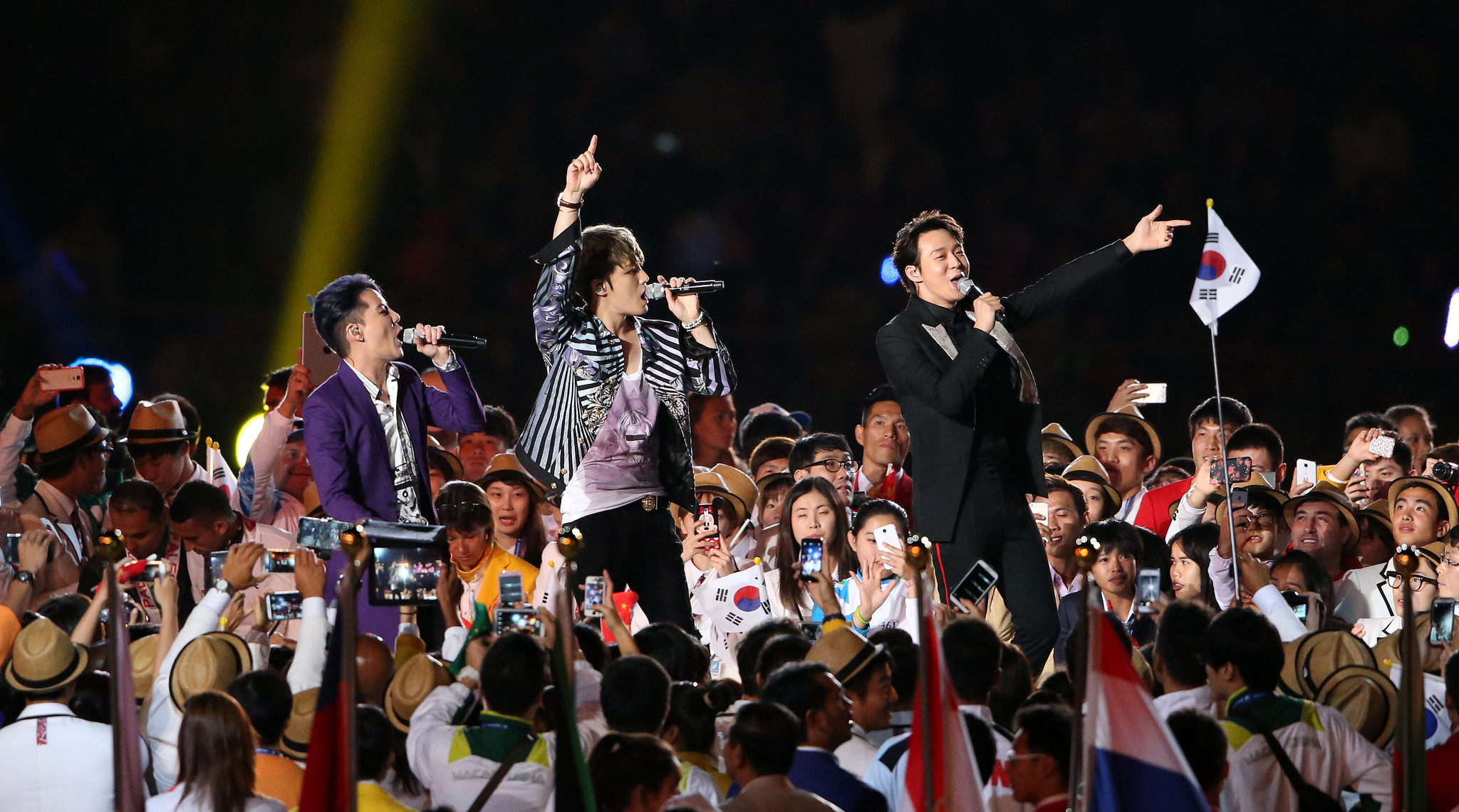

JYJ（ジェイワイジェイ）は韓国の男性アイドルユニットである。正式名発表前の仮称は「JUNSU/JEJUNG/YUCHUN」（ジュンス/ジェジュン/ユチョン）。2010年に東方神起を脱退したメンバーであったジェジュン、ジュンス、ユチョンの3人により結成されデビューした。
現在はグループとしての活動を中断しており、2019年にユチョンが事務所との契約を解除、2021年にジュンス、2023年にジェジュンがそれぞれ事務所から独立している。

## 略歴

### 結成
もともと5人組アイドルグループ東方神起のメンバーとして活動していたキム・ジェジュン、パク・ユチョン、キム・ジュンスの3人は、2009年半ばから所属先のSMエンタテインメント（以下SM）と専属契約をめぐり対立するようになり、同年10月に韓国の裁判所から3人の芸能活動の自由を認め、その妨害の禁止をSMに命じる仮処分決定を得ると、即SMを離れ、同年11月から3人での活動を開始させた。その後、3人は韓国の新設会社「シージェス・エンターテインメント」（C-JeSエンターテインメント、以下シージェス）と契約を結んで足元を固め、続いてそのシージェスが当時東方神起の日本での所属先となっていたエイベックスに日本での3人の専属権を与えて、日本での活動拠点も確保した。
そして、「東方神起の新ユニット」という形で「JUNSU/JEJUNG/YUCHUN」という仮の名のグループを結成した3人は、東方神起が正式に活動を休止した 2010年4月にその旨をエイベックスを通じて発表し、まず日本から本格的な活動を開始した。

### 日本での活動休止
3人は仮称のまま活動を続け、エイベックスによるマネジメントの下、2010年6月には大阪ドームと東京ドームでイベント「THANKSGIVING LIVE IN DOME」を開催して、日本で相変わらず東方神起時代と同様の動員力を持っていることを示した。しかし、表面上蜜月であった3人とエイベックスとの関係はすでにこの頃、俳優のクォン・サンウに不公平な覚書締結を強要した罪で服役していたという素性 が表沙汰になった シージェスの代表者の扱いをめぐり、早くも冷却化へと向かっていた。
そんな中、3人は同年6月下旬に渡米し、アジア各国でリリースする英語詞アルバムのレコーディングに取り掛かった。かねてから3人が希望していたカニエ・ウエストやロドニー・ジャーキンスとのコラボレーションに成功し、その結果、ユチョンが「音楽を共に作り上げるといった感じで、よりレベルの高い音楽ができた」と自負するほどの作品に仕上がった。
その後、3人はワーナー・ミュージックの韓国法人と配給契約を結び、またそれまで法律事務所が引き受けていた広報を同国の広告代理店プレインに委託するなど、着々と韓国での本格的活動のための準備を進行。その一方で、同年8月にはそれまで東方神起の一員として参加していた日本の音楽フェスティバル「a-nation」に出演し、エイベックスからの仕事もこなした。しかし、そのエイベックスはミニアルバム『The...』をリリースした直後の同年9月16日、シージェスの代表者の経歴などを理由に3人に対するマネジメントの停止とグループの活動休止を突如発表した。3人側はその経歴を口実にエイベックス側から不利な条件での再契約を求められていたと主張し、活動休止は一方的と反論したものの、これにより3人は日本での活動を一旦絶たれることとなった。

### 「JYJ」誕生
それから約2週間後の同年9月29日、3人はそれぞれの名前の頭文字をつなげた「JYJ」というグループ名で世界デビューすることを発表。これに伴い、『ザ・ビギニング』と名付けられた英語詞アルバムはアジアだけでなく、ワーナー・ブラザース・レコードを通じて米国でもリリースされることになった。同作には自作曲も収録されていたが、メンバーらはそれらに固執するつもりはなく、リード曲にはカニエが手掛けた「エー・ガール」(Ayyy Girl) が選ばれた。
このアルバムは同年10月に韓国でリリースされ、同時に3人はプロモーションのためにアジアや米国各地を回る有料 ライブ・ツアー「JYJワールドワイド・ショーケース」を韓国ソウルからスタートさせた。韓国ではリリース前、まだ3人の専属権を持つと主張するSMから発売差し止めの仮処分が申し立てられ、またJYJを前例とした強行移籍の続発を阻止したい 業界団体の韓国大衆文化芸術産業総連合からも「二重契約」を理由にJYJのテレビ出演や楽曲配信を見合わせるよう各事業者に要請が出されるなど の出来事があったが、要請を受け入れる事業者は現れず、仮処分もリリース直後に取り下げられたため、通常通り販売された。結局、同アルバムはリリースの前後に放送されたKBSドラマ『トキメキ☆成均館スキャンダル』への主演により急上昇したユチョン人気にも支えられて、韓国で同年末までに3形態合わせて、レコード会社による集計を元にしたガオンチャートで約29万枚、小売店での売上を元にしたハントチャートで約13万枚 の売上を記録した。
『ザ・ビギニング』は韓国に続き、米国でもまず同年11月からデジタル配信された。3人はこれに合わせてビルボード誌に記事広告を出稿して、同誌の広告用表紙を飾るなどのプロモーションを展開したのち、同国でのショーケース・ツアーに突入。だが直前に、米国政府から公演に必要な芸能ビザ（P-1ビザ）の発給を拒否され、最初のハワイ公演が中止に追い込まれた。そのため、3人は急きょ米国での残り3公演を無料公演に切り替え、どうにかツアーを完遂したが、この一件はのちに、同興行権を持つ投資勧誘者やシージェス代表らがツアーの投資者から詐欺容疑で刑事告訴されるなど尾を引いた。この事件は、2012年11月24日にシージェス側の勝訴で終結している。

### 初の韓国地上波番組出演
米国でのツアーを終えて韓国に戻った3人は、同月にスタジアム・ライブ「JYJワールドワイド・コンサート・イン・ソウル」を蚕室総合運動場主競技場にて2日間連続で開催し、予定の10万人 には及ばなかったが、両日合わせて約7万人を動員した。
ただ、このような活躍の中にあっても、各テレビ局の芸能局が元所属事務所側の機嫌を損ねぬよう、自局が担当する音楽番組やバラエティ番組へのJYJの出演を控える傾向はデビュー以来続いていた。それでも、ユチョンが主演したドラマ『トキメキ☆成均館スキャンダル』のサウンドトラックに参加していた縁で、KBSのドラマ局が制作する『KBS演技大賞』に3人揃って出演できることになり、2010年12月、ようやく初めて韓国の地上波放送に出演して歌を披露することが叶った。
年が明けて、2011年1月には朝鮮語詞の自作曲を収録したミニ・アルバム付きエッセイ集『ゼア・ルームス ウリ・イヤギ』をリリース。同作には、東方神起時代に経験した日本での長期生活中の仕事場と宿舎の往復だけしか許されなかった事務所の管理体制を「監禁」と表現するなど前所属事務所への批判を連ねたユチョン作詞の曲が収録されていて、話題を呼んだ。

### 日本での活動再開
次に、JYJはジェジュンが総合演出を務める世界ツアー「ワールド・ツアー・コンサート2011」を企画し、2011年4月のタイ・バンコク公演から約2か月に渡る旅路をスタートさせた。このツアーには同年初頭の段階で既に日本公演も予定に組み込まれていたが、エイベックスが公演実施の撤回を要求。同年2月にはシージェスがエイベックスに対してマネジメント業務の不履行を理由にJYJの専属契約の解除を通知したが、それでもエイベックスが解除を承諾せず抗議を続けていたため、ツアーの概要を発表する同年2月末になっても日本公演の実施を確定できずにいた。
しかし、その直後の同年3月、日本で東日本大震災が発生したことから、JYJは日本公演を同震災の被災者支援のためのチャリティー・イベントとすることを決め、まず同震災の支援金として6億ウォンを福音派慈善団体ワールド・ビジョンに寄付することや継続的な支援を表明した上で、翌4月に同公演の開催を正式に発表した。そして、シージェス側はこれを好機としてJYJの日本での活動を再開させる意向を示した。このコンサートの収益のうち、放射線検出器1000個を相馬市に寄付を行った。
それでも、エイベックス側が同公演は営利目的であり自社が未だ保有する3人の独占的マネジメント権の侵害だと主張したため、第三セクターが運営する横浜アリーナやさいたまスーパーアリーナから施設利用を断られて会場が本決まりせず、シージェスがコンサート・プロモーターとともにエイベックスの「妨害工作」を禁止するよう仮処分を申し立てる事態にまで至った。これに日本の一部ファンまでも参戦して、日本での活動休止理由の矛盾点を突いた上でJYJとの契約解消を求める要望書をエイベックスに送付したり、エイベックス側の行為は私的独占の禁止及び公正取引の確保に関する法律（独占禁止法）2条9項にて規定されている不公正な取引方法に該当するとして同国の公正取引委員会に申告したりしてJYJへの支援を行った。最終的に日本相撲協会が両国国技館の貸し出しに応じたことから、同年6月、JYJは日本公演を無事開催し同国での活動再開を果たしたが、シージェスはここで万事解決とせずに、エイベックス側の「妨害」行為の禁止を求めて正式に提訴することを表明し、双方の確執は本格的に法廷へと持ち込まれることになった。
JYJは2011年2月、韓国でシージェスとの専属契約は二重契約でないとの仮処分決定に加え、2010年10月の仮処分命令に基づく間接強制の決定も勝ち取り、芸能活動の障害を取り除くための司法判断を粗方揃えることに成功していた。JYJ側がこれらに表立って反応することはなかったが、同年5月にKBSの芸能局が『ミュージックバンク』などにJYJが出演しない理由を尋ねる視聴者からの質問に「JYJは判決が確定しておらず二重契約状態のため」と公式サイト上で回答したこと に対しては、契約問題は法的に解決しているとしてKBSに是正を求めた。回答の2日後、KBSは「同年2月の司法判断後にJYJがアルバムを出していないだけであり、新作を発表すれば専権を持つ番組側が出演を判断する」という公式見解を出し、シージェスは「新作発表時『ミュージックバンク』に出演できることを望む」と応じてひとまず矛を収めた。
だが、KBSとの対立はこれで終わらなかった。JYJは2011年5月に済州特別自治道庁から済州島が世界7大自然景観に選出されるよう投票を促すための広報大使に選ばれ、その活動の一環として同年7月放送の関連テレビ番組に出演することが決まっていた。その場で大使任命式も行われる予定であったが、番組を制作するKBSの済州放送総局が生放送4日前にJYJの出演をキャンセル、代わりに元所属事務所の後輩歌手を出演させた。これに韓国内外のJYJファンが憤怒し、KBSのみならず済州道庁まで非難の矢面に立たされた。シージェスもこれ以上対応に躊躇するのはJYJにとって無益として方針を転換、この件を韓国の公正取引委員会に申告して、公営放送局であるKBS済州への是正措置を求める事態となった。

### 韓国の契約訴訟終結

#### 韓国での前所属社SMエンタテインメントとの訴訟
提訴日である2009年7月31日付けでSMとの専属契約を終了させて、今後の活動に干渉しないということで2012年11月28日に合意終結した。
3人が問題提起したことにより、SMの専属契約内容は改善、演芸マネジメント産業の取り引き公正化のための模範取引基準（2012年11月1日制定）が制定された。
また、2016年には韓国での放送法も改正されたが、この内容はJYJ法とも称されている。

#### 日本でのエイベックスとの訴訟
2013年1月18日、東京地裁は、エイベックス・マネジメントに対し、日本国内でのJYJの独占マネジメント権を主張する行為を禁じる判決を下し、また、6億6000万円の賠償金をJYJの韓国マネージメント会社のシージェスへ支払うよう命じた。また、シージェス代表に対するエイベックスの名誉毀損を認定し、100万円の損害賠償を命じた。エイベックス・マネジメントは判決を不服として直ちに知的財産高等裁判所に控訴したが、2014年2月に東京高等裁判所において、両者間におけるすべての訴訟を終結し、今後双方の活動に対し一切干渉しないとの内容で和解した。

## ディスコグラフィ

### JUNSU/JEJUNG/YUCHUN名義

#### アルバム
| 分類     | タイトル                          | 発売日       | 形式・形態 | 最高順位（日本） | 最高順位（日本） | 備考           |
| 分類     | タイトル                          | 発売日       | 形式・形態 | オリコン         | Japan Hot 100    | 備考           |
| -------- | --------------------------------- | ------------ | ---------- | ---------------- | ---------------- | -------------- |
| スタジオ | The...                            | 2010年9月8日 | CD、CD+DVD | 1位              | 1位              | ミニ・アルバム |
| ライブ   | THANKSGIVING LIVE IN DOME LIVE CD | 2011年3月2日 | CD         | ‐                | 25位             | 3枚組          |

#### 映像作品
| 分類     | タイトル                                | 発売日        | 形式 | オリコン 最高順位 | 備考                  |
| -------- | --------------------------------------- | ------------- | ---- | ----------------- | --------------------- |
| イメージ | 3HREE VOICES                            | 2010年7月28日 | DVD  | 2位（総合）       | 4枚組                 |
| ライブ   | THANKSGIVING LIVE IN DOME               | 2010年9月8日  | DVD  | 1位（総合）       | 2枚組                 |
| 記録     | Memories in 2010                        | 2011年3月2日  | DVD  | ‐                 | 2枚組                 |
| ライブ   | JYJ UNFORGETTABLE LIVE CONCERT IN JAPAN | 2013年1月     | DVD  | ‐                 | 3枚組（50,000枚限定） |

### JYJ名義

#### アルバム（韓国）
- The Beginning （2010年10月14日）
- In Heaven （2011年9月15日）
- JUST US (2014年8月1日)

#### シングル（日本）
- WAKE ME TONIGHT (2015年1月21日)

#### 書籍
- ゼア・ルームス ウリ・イヤギ（JYJミュージック・エッセイ）[91] - Their Rooms 우리 이야기 JYJ Music Essay （2011年、ISBN 978-89-5913-610-0）

## 出演
個人での出演については、各項目を参照。

### CM
- ロッテ免税店 （2010年 - ）[92]
- ネイチャーリパブリック （2010年 - ）[93]
- NII （2011年 - ）[94]
- 鐘根堂「ペンザルQ」（2011年10月1日 - ）[95]
- LG電子「Optimus」（2011年9月 - ）[96]
- 任天堂「マリオカート7」（2012年5月 - ）
- TONY MONY（2012年10月 - ）

## 大使活動
- 「FLL KOREA 2011」広報大使 （2011年）[97] - ロボット・コンテスト「ファースト・レゴ・リーグ（英語版）」韓国大会。
- 世界海外韓人貿易協会 広報大使 （2011年）[98] - 在外韓国人経済団体。
- 済州特別自治道「新世界七不思議自然版」選定広報大使 （2011年）[99]
- 韓国電力公社 広報大使 （2011年）[100]
- 第10回アジア・太平洋地域エイズ国際会議 広報大使 （2011年）[101] - 韓国開催。
- 国際連合エイズ合同計画 アジア太平洋地域親善大使（2011年）[102]

## 日本公演
- JUNSU/JEJUNG/YUCHUN THANKSGIVING LIVE IN DOME （2010年6月5日・6日 京セラドーム大阪、6月12日・13日　東京ドーム）-「JUNSU/JEJUNG/YUCHUN」名義で開催
- JYJ ジュンス ユチョン ジェジュン 東日本大震災被災者支援チャリティイベント （2011年6月7日(2回公演)　両国国技館）
- 2011 JYJ UNFORGETTABLE LIVE CONCERT IN JAPAN （2011年10月15日・16日　国営ひたち海浜公園）
- 2013 JYJ concert in Tokyo Dome 'The return of the JYJ' （2013年4月2日 - 4日　東京ドーム）
- 2014 JYJ JAPAN DOME TOUR ～一期一会～ （2014年11月18日・19日　東京ドーム、2014年12月13日・14日　京セラドーム大阪、2014年12月23日・24日　福岡ヤフオク！ドーム）